# Apostolado Arteche (El Greco)
El Apostolado Arteche es un apostolado realizado por el Greco y su taller, cuyos lienzos se hallan actualmente dispersos.  

## Los apostolados realizados por el Greco y por su taller
A partir de ca.1600, el Greco y su taller pintaron varios conjuntos pictóricos representando al Salvator Mundi y a sus apóstoles. Estas series son conocidas como "apostolados", denominación inexacta, ya que Matías suele ser reemplazado por San Pablo y, en otro, Bartolomé substituye a Lucas el Evangelista. En los conjuntos conservados enteros, Jesús siempre aparece bendiciendo, en posición frontal, seis discípulos aparecen mirando a la derecha, y seis a la izquierda, lo que sugiere la colocación en una habitación rectangular. Cristo ocuparía el testero, y los apóstoles estarían colocados —en grupos de seis— en los dos muros laterales.
Se conservan dos apostolados completos: el Apostolado de la catedral de Toledo, y el Apostolado del Museo del Greco, ambos con cierta intervención del taller. Dicho taller produjo otros apostolados, con mayor o menor intervención del maestro, los llamados "apostolados menores":
- El Apostolado de San Feliz permanece casi completo —falta el Salvator Mundi— y se considera esencialmente un trabajo del taller.
- El Apostolado de Almadrones ha llegado hasta la actualidad incompleto y disperso.
- El llamado Apostolado Henke se conserva disperso, y también cabe considerarlo como una obra del taller.
- El presente Apostolado Arteche.

## El apostolado Arteche
Según Gudiol, ciertos lienzos, de pequeño tamaño, formarían el llamado Apostolado Arteche, procedente de Toledo y que recibe este nombre del anticuario Arteche, de Madrid. Tras su venta se dispersaron, pero en la actualidad se conoce el paradero de varios lienzos. Son lienzos verticales, en torno a los 26 centímetros de ancho por 36 de alto, de ejecución rápida pero delicada, y algunos contienen las letras griegas iniciales δ (delta) y θ (theta) a modo de firma.
Según Gudiol, esta serie es la más antigua, presenta las efigies más contenidas y posiblemente sea el modelo original de los demás apostolados del Greco. La libertad del dibujo y del color es extraordinaria. Al pintor le basta la posición de la cabeza, la mirada y el rictus de los labios de los personajes para mostrar su vida interior, y revelar un agudo estudio psicológico de los mismos. Por contra, según Pérez Sánchez, son obras tardías, de técnica torpe y colorido opaco.